# 白喉鹊鸦
是鸦科鹊鸦属的一种，分布于尼加拉瓜、萨尔瓦多、危地马拉、哥斯达黎加、墨西哥和洪都拉斯。全球活动范围约为293,000平方千米。该物种的保护状况被评为无危。
白喉鹊鸦的平均体重约为207.5克。栖息地包括亚热带或热带的（低地）干燥疏灌丛、亚热带或热带的湿润低地林、亚热带或热带的旱林、耕地、种植园和亚热带或热带严重退化的前森林。